# Prêmio MTV Miaw para Hino do Ano
O Prêmio MTV Miaw para Hino do Ano é apresentado anualmente no MTV Millennial Awards Brasil, uma premiação criada pelo canal de televisão brasileiro MTV, para reconhecer os melhores músicos, influenciadores e entretenimento da geração millennial. Anitta, Tropkillaz e Zaac são os artistas com mais prêmios nesta categoria, vencendo dois. Anitta, Ludmilla e Luísa Sonza são as artistas mais indicadas com quatro indicações.

## Vencedores e indicados
Legenda:
     Vencedor(a)

### Década de 2010

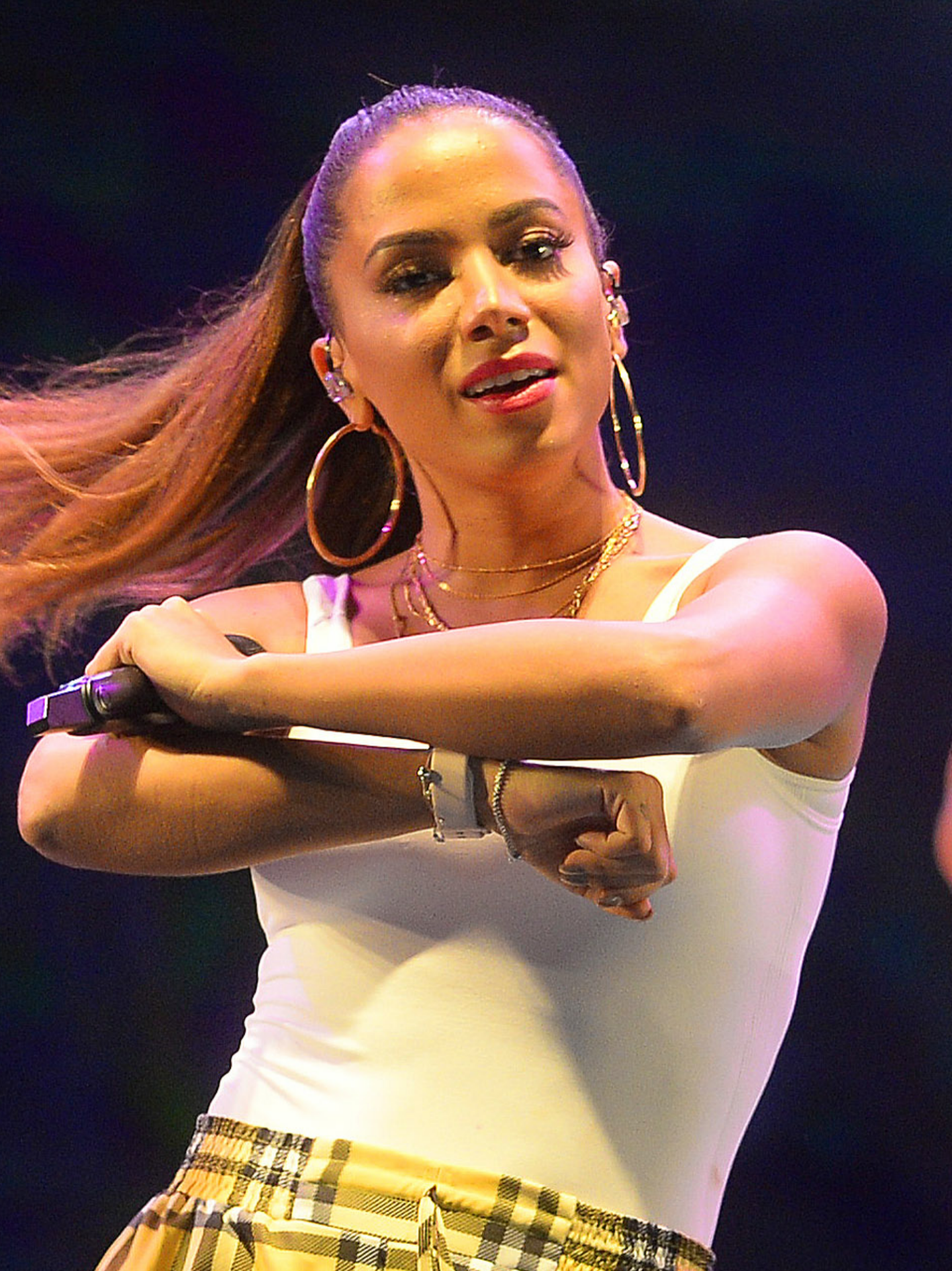
Anitta, vencedora inaugural

| Ano  | Artista                                                              | Canção              | Ref.  |
| ---- | -------------------------------------------------------------------- | ------------------- | ----- |
| 2018 | Anitta, MC Zaac e Maejor (com part. de Tropkillaz e DJ Yuri Martins) | "Vai Malandra"      | [ 1 ] |
| 2018 | Nego do Borel e Luan Santana                                         | "Contatinho"        | [ 1 ] |
| 2018 | 1Kilo (Baviera, Knust e Pablo Martins)                               | "Deixe-me Ir"       | [ 1 ] |
| 2018 | Iza (com part. de Marcelo Falcão)                                    | "Pesadão"           | [ 1 ] |
| 2018 | Jojo Maronttinni                                                     | "Que Tiro Foi Esse" | [ 1 ] |
| 2018 | MC Kevinho                                                           | "Rabiola"           | [ 1 ] |
| 2019 | Tropkillaz, J Balvin e Anitta (com part. de MC Zaac)                 | "Bola Rebola"       | [ 2 ] |
| 2019 | Iza                                                                  | "Dona de Mim"       | [ 2 ] |
| 2019 | Ludmilla                                                             | "Din Din Din"       | [ 2 ] |
| 2019 | Melim                                                                | "Meu Abrigo"        | [ 2 ] |
| 2019 | Kevinho e MC Kekel                                                   | "O Bebê"            | [ 2 ] |
| 2019 | Vitor Kley                                                           | "O Sol"             | [ 2 ] |
| 2019 | Kevin o Chris                                                        | "Vamos pra Gaiola"  | [ 2 ] |

### Década de 2020

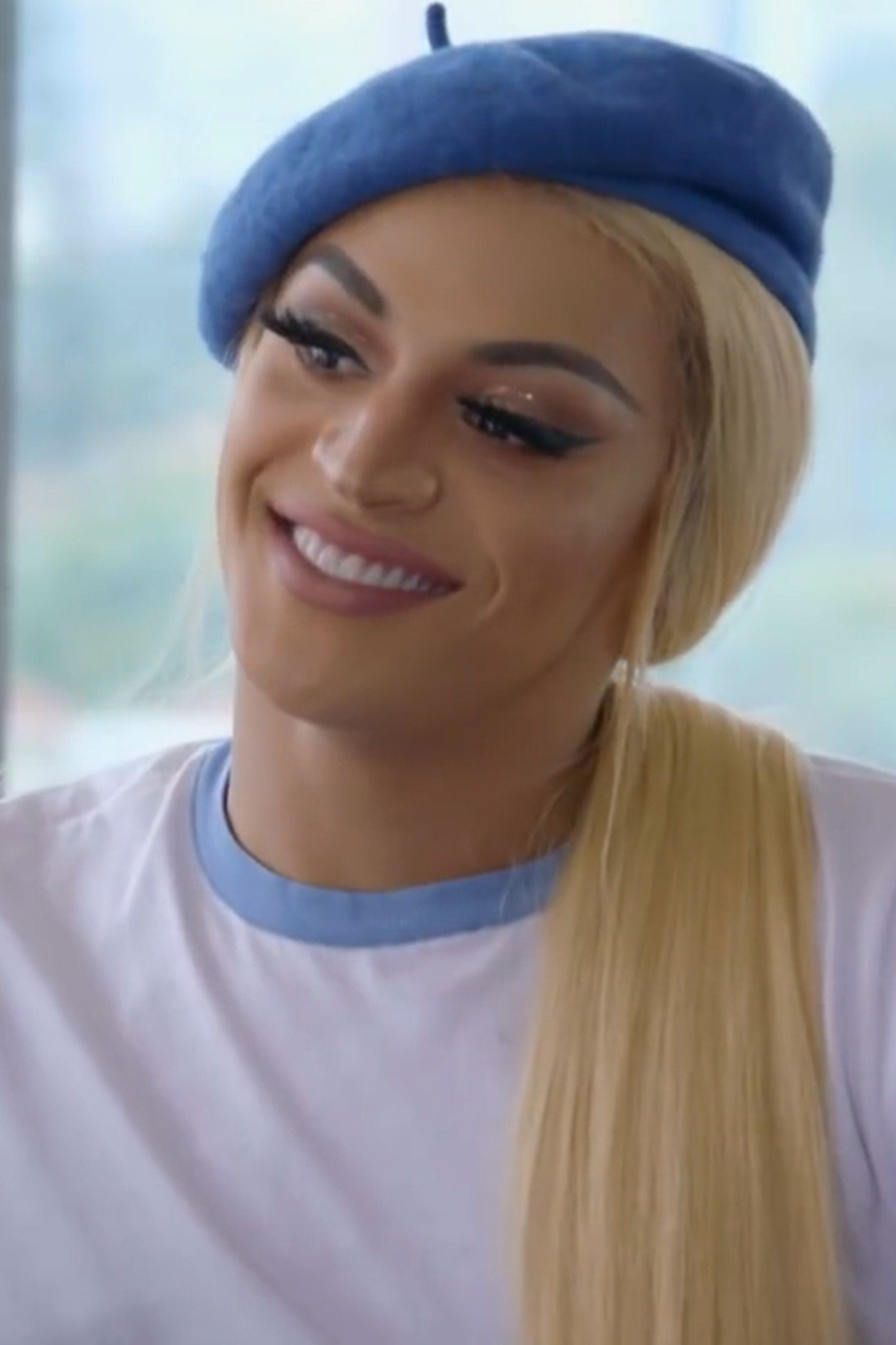
Pabllo Vittar venceu o prêmio de 2020

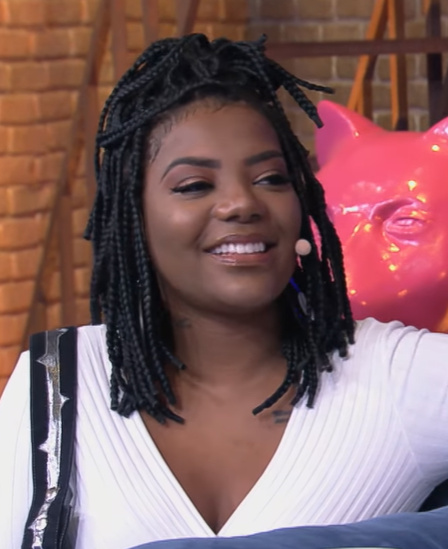
Ludmilla venceu o prêmio de 2021

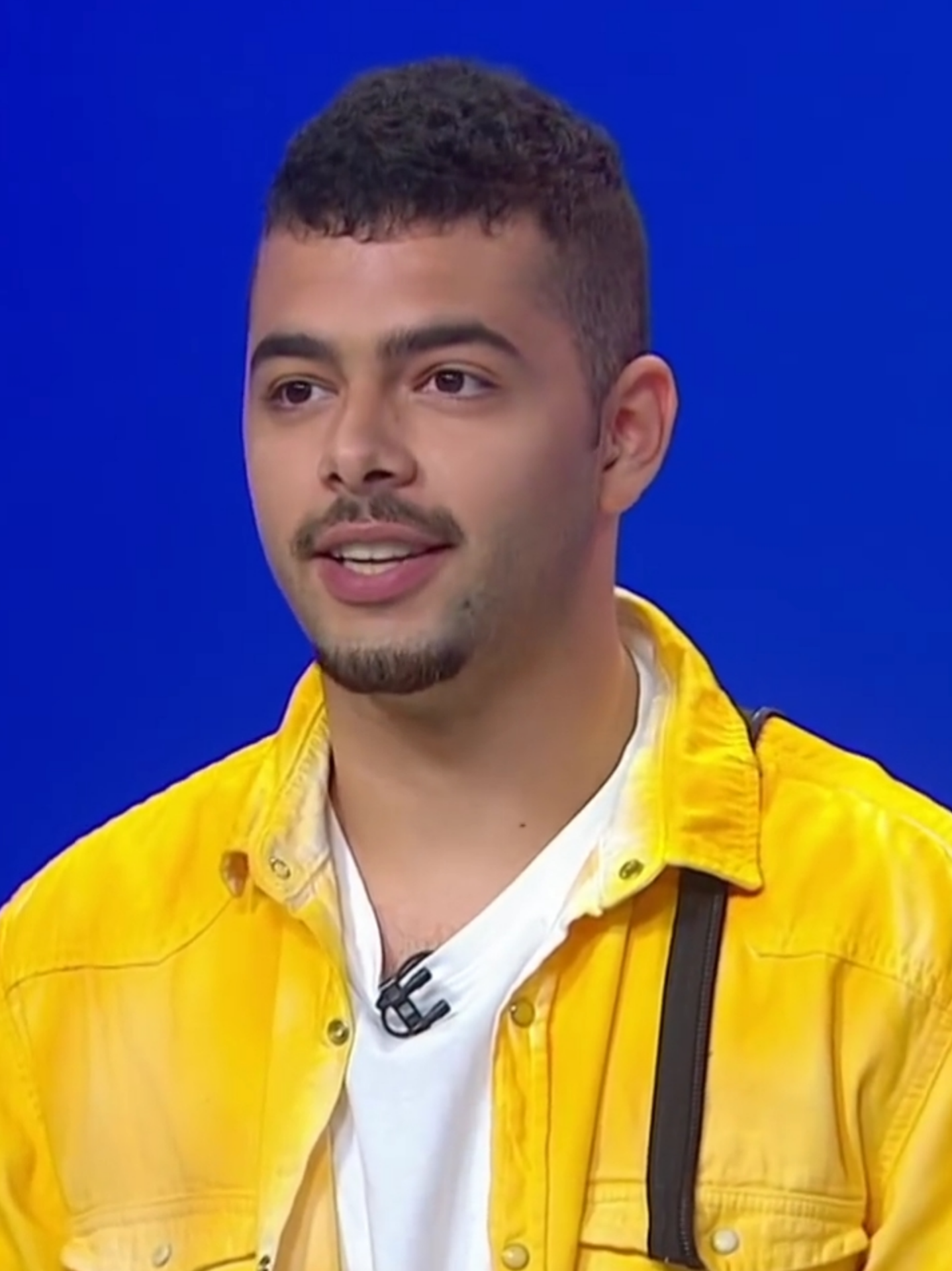
Pedro Sampaio venceu o prêmio de 2022

| Ano  | Artista                                                            | Canção                        | Ref.  |
| ---- | ------------------------------------------------------------------ | ----------------------------- | ----- |
| 2020 | Pabllo Vittar                                                      | "Amor de Que"                 | [ 3 ] |
| 2020 | Luísa Sonza                                                        | "Braba"                       | [ 3 ] |
| 2020 | MC Zaac (com part. de Anitta e Tyga)                               | "Desce pro Play (Pa, Pa, Pa)" | [ 3 ] |
| 2020 | Giulia Be                                                          | "Menina Solta"                | [ 3 ] |
| 2020 | Anavitória e Vitor Kley                                            | "Pupila"                      | [ 3 ] |
| 2020 | Pedro Sampaio (com part. de Felipe Original e JS o Mão de Ouro)    | "Sentadão"                    | [ 3 ] |
| 2020 | Dadá Boladão e Tati Zaqui (com part. de OIK)                       | "Surtada (Remix Brega Funk)"  | [ 3 ] |
| 2020 | Ludmilla                                                           | "Verdinha"                    | [ 3 ] |
| 2021 | Ludmilla                                                           | "Rainha da Favela"            | [ 4 ] |
| 2021 | Pedro Sampaio e Luísa Sonza                                        | "Atenção"                     | [ 4 ] |
| 2021 | Pabllo Vittar e Pocah                                              | "Bandida"                     | [ 4 ] |
| 2021 | MC Davi, MC Pedrinho e MC Don Juan                                 | "Bipolar"                     | [ 4 ] |
| 2021 | Dennis (com part. de Ludmilla e Xamã)                              | "Deixa de Onda"               | [ 4 ] |
| 2021 | Luísa Sonza e Pabllo Vittar (com part. de Anitta)                  | "Modo Turbo"                  | [ 4 ] |
| 2021 | Os Barões da Pisadinha (com part. de Jorge)                        | "Quero Ver é Me Esquecer"     | [ 4 ] |
| 2021 | Kevin o Chris                                                      | "Tipo Gin"                    | [ 4 ] |
| 2022 | Pedro Sampaio (com part. de MC Pedrinho)                           | "Dançarina"                   | [ 5 ] |
| 2022 | Gloria Groove                                                      | "A Queda"                     | [ 5 ] |
| 2022 | Jão                                                                | "Idiota"                      | [ 5 ] |
| 2022 | Zé Felipe                                                          | "Malvada"                     | [ 5 ] |
| 2022 | Xamã                                                               | "Malvadão 3"                  | [ 5 ] |
| 2022 | Luísa Sonza, Davi Kneip, Mc Frog e Dj Gabriel do Borel             | "Sentadona Remix"             | [ 5 ] |
| 2022 | Ludmilla, Mariah Angeliq e Topo La Maskara (com part. de Mr Vegas) | "Socadona"                    | [ 5 ] |
| 2022 | Matuê, Teto e WIU                                                  | "Vampiro"                     | [ 5 ] |

## Artistas com mais prêmios
2 prêmios
- Anitta
- Tropkillaz
- Zaac

## Artistas com mais indicações
4 indicações
- Anitta
- Ludmilla
- Luísa Sonza

3 indicações
- Pabllo Vittar
- Pedro Sampaio
- Zaac

2 indicações
- Iza
- Kevin o Chris
- Kevinho
- MC Pedrinho
- Tropkillaz
- Vitor Kley
- Xamã